# Orville (Loiret)
Orville ist eine französische Gemeinde 129 Einwohnern (Stand: 1. Januar 2022) im Département Loiret in der Region Centre-Val de Loire. Sie gehört zum Kanton Le Malesherbois im Arrondissement Pithiviers. 
Sie grenzt im Nordwesten an Augerville-la-Rivière, im Norden an Boulancourt, im Nordosten an Fromont, im Osten an Desmonts, im Süden an Puiseaux, im Südwesten an Briarres-sur-Essonne und im Westen an Dimancheville.

## Bevölkerungsentwicklung
| Jahr      | 1962 | 1968 | 1975 | 1982 | 1990 | 1999 | 2008 | 2019 |
| --------- | ---- | ---- | ---- | ---- | ---- | ---- | ---- | ---- |
| Einwohner | 110  | 103  | 111  | 109  | 103  | 110  | 115  | 124  |

In Orville wurde eine Nekropole der Cerny-Kultur ausgegraben.